# Doremi Fasol Latido
Doremi Fasol Latido es el tercer álbum de Hawkwind, editado en 1972 por United Artists Records.
La base rítmica de Terry Ollis (batería) y Dave Anderson (bajo) fue reemplazada por Simon King y un todavía desconocido Lemmy Kilmister respectivamente, cuyos estilos como instrumentistas dotaron a Hawkwind de un sonido algo diferente.
King era un batería de rock duro más ortodoxo que Ollis, quien tenía una técnica más cercana al jazz y a la jam session, mientras que Lemmy ni siquiera era bajista, sino guitarrista, y aprendió a tocar el bajo en Hawkwind; de acuerdo a sus propias palabras:
«Yo aprendí a tocar el bajo con Hawkwind... me subía al escenario con un bajo como este, un Rickenbacker también. El anterior bajista, como un idiota, se olvidó el bajo en el camión, y yo, aprendiendo. Entonces Nik Turner dice de hacer algo de ruido, algo llamado "You Shouldn't Do That", y se va [...] Yo no toco como un bajista, algunos se quejaron al respecto, no es como tener un bajista, sino más bien un "guitarrista profundo".»

## Título, portada y filosofía
Al igual que en X In Search of Space el arte gráfico corrió por parte del artista Barney Bubbles, siendo la portada de Doremi Fasol Latido, de hecho, una continuación visual-temática del disco anterior, lo cual culminaría en el doble en directo Space Ritual (1973).
El título del álbum hace referencia al Solfeo y, según Bubbles explica, a la Armonía de las esferas:
«El principio básico estelar y del "ritual del espacio" está basado en el concepto pitagórico del sonido. Para exponerlo brevemente: este [concepto] percibió al Universo como un inmenso y único acorde, con su única cuerda, tensada entre espíritu absoluto, y su más baja contraparte (materia absoluta).
Junto a esta cuerda se posicionan los planetas de nuestro Sistema solar... a cada una de estas esferas, según giran en el cosmos, se le ha atribuido un sonido (tono) particular, causado por su desplazamiento en el éter. Estos intervalos y sonidos se dieron en llamar la "Armonía de las esferas", siendo el intervalo entre La Tierra y las estrellas fijas el más perfecto de ellos.»
- Do - Marte - rojo
- Re - Sol - naranja
- Mi - Mercurio - amarillo
- Fa - Saturno - verde
- So - Júpiter - azul
- La - Venus - índigo
- Ti(Si) - Luna - violeta

La portada original consistía en un escudo plateado sobre fondo negro, el cual se transformó en una especie de ícono de la banda, siendo usado a posteriori en diversas portadas, ya sea de álbumes como de singles.
El sobre interno, al igual que la contraportada y un póster que se adjuntaba con las primeras prensadas del LP, mostraban ilustraciones futuristas de guerreros barbáricos, arquetípicos de la estética visual del grupo.
El disco se convirtió en un nuevo clásico para Hawkwind, con buen suceso, especialmente en su país, donde alcanzó el puesto N.º 14 en el chart de álbumes británico.

## Lista de canciones
Lado A
1. "Brainstorm" (Nik Turner) – 11:33
2. "Space Is Deep" (Dave Brock) – 6:22
3. "One Change" (Del Dettmar) – 0:49

Lado B
1. "Lord of Light" (Brock) – 6:59
2. "Down Through the Night" (Brock) – 3:04
3. "Time We Left This World Today" (Brock) – 8:43
4. "The Watcher" (Lemmy Kilmister) – 4:00

Bonus tracks CD
1. "Urban Guerrilla" (Robert Calvert/Brock) – 3:41
2. "Brainbox Pollution" (Brock) – 5:42
3. "Lord of Light" [Single Version Edit] (Brock) – 3:59
4. "Ejection" (Calvert) – 3:47

## Personal
- Dave Brock: guitarras, voz
- Nik Turner: saxo, flauta, voz
- Lemmy: bajo, guitarras, voz en "The Watcher"
- Dik Mik: sintetizadores
- Del Dettmar: sintetizadores
- Simon King: batería